# Sarnath

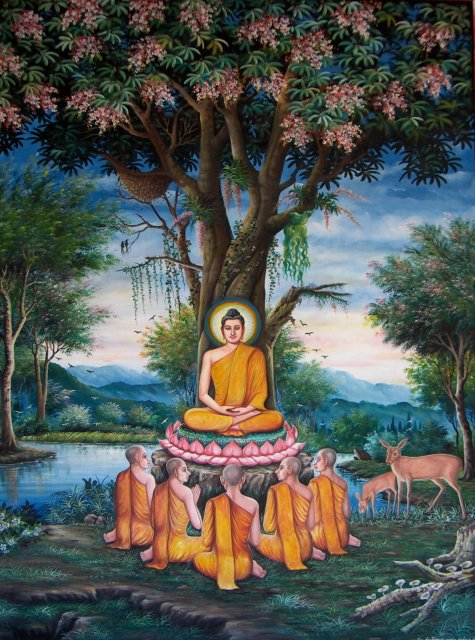
Kazanie w Parku Jeleni; malowidło ze świątyni Chedi Liem (Tajlandia).

Sarnath (znane dawniej jako Mrigadava, czyli Park Jeleni, Rishipattana lub Isipatana) – miejscowość w północnych Indiach, położona 13 kilometrów na wschód od Waranasi (stan Uttar Pradesh). Jedno z czterech najświętszych miejsc buddyzmu, w którym według tradycji Budda Siakjamuni wygłosił swoje pierwsze kazanie na temat „Wprawienia w Ruch Koła Dharmy”, zwane Dharmaczakraprawartana. Pięciu ascetów uczestniczących w tym wykładzie zainicjowało potem zgromadzenie Sangha. W III wieku p.n.e. staraniem nawróconego na buddyzm cesarza Aśoki wzniesiono w Sarnath min. kompleks klasztorny, figurującą we współczesnym godle Indii kolumnę oraz wysoką na 34 metry stupę Dhamekh.

## Etymologia nazwy
Sarnath jest skróconą wersją wyrażenia Saranganath, które oznacza dosłownie „Władcę Jeleni”. Według starej buddyjskiej legendy, jeden z Bodhisattwów występujący pod postacią jelenia miał dobrowolnie poświęcić życie za łanię, którą zamierzał uśmiercić król. Poruszony monarcha utworzył potem Park Jeleni (sans. Mrigadava; ang. Deer Park) z którego wywodzi się jedna z dawnych nazw miejscowości. Park istnieje do dzisiaj i to na jego terenie odbyło się słynne kazanie. O określeniu Isipatana wspomina z kolei kanon palijski – oznacza ono miejsce, w którym święci ludzie (pal. isi, sans. rishi) zstąpili na ziemię.

## Historia

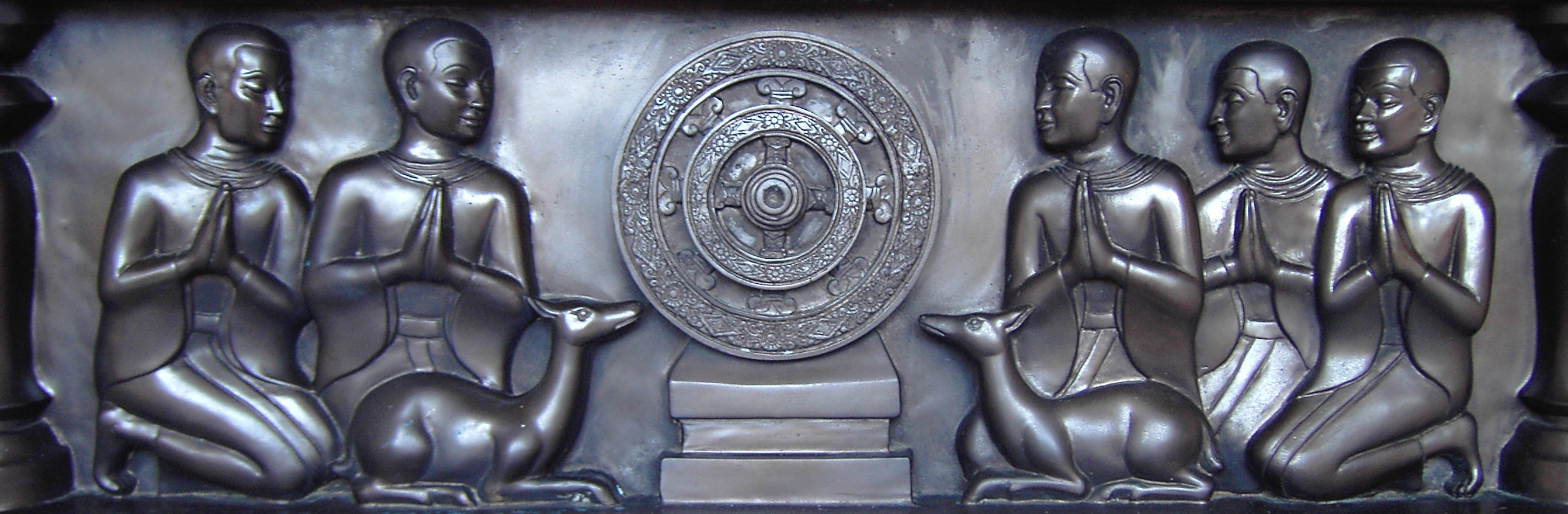
Pięciu pierwszych uczniów Buddy oddaje cześć kołu Dharmy.

Budda wybrał się do Jeleniego Parku wkrótce po 49 dniach spędzonych na medytacji przy drzewie mądrości w Bodh Gaja, w wyniku której doznał stanu oświecenia. Wraz z jego pięcioma towarzyszami założył pierwsze zgromadzenie oświeconych (Sangha) i przeczekał porę deszczową w świątyni Mulagandhakuti Vihara. Gdy społeczność ascetów rozrosła się do 60, Budda miał rozesłać swoich uczniów we wszystkich kierunkach świata, by dalej opowiadali o Dharmie.
Powstała w ten sposób religia rozkwitła w Sarnath pod rządami dynastii Maurjów, której najwybitniejszy przedstawiciel, Aśoka zwany Wielkim, przeszedł około 250 roku p.n.e. na buddyzm; nowej wierze sprzyjali także bogaci kupcy z pobliskiego Waranasi. Szczyt świetności Sarnath przypada na czasy Imperium Guptów (IV-VI w. n.e.), kiedy wizytował je chiński podróżnik Faxian. Kolejny przybysz z Państwa Środka, Xuanzang naliczył w 640 roku 1,5 tys. kapłanów skupionych w 30 klasztorach, wspomniał potężną stupę o rzekomej wysokości 100 metrów oraz masywną kolumnę Aśoki. Sarnath było w tym okresie głównym ośrodkiem wczesnych szkół buddyjskich w tradycji Sthaviravada, w tym Hinajana lub Nikaja. Obecność w świątyniach wizerunków bóstw Heruka i Tārā wskazuje również na popularność praktyki Diamentowej Drogi.
Pod koniec XII stulecia Sarnath zostało doszczętnie złupione przez wojska muzułmańskie; od tego czasu kamienie ze zrujnowanych świątyń służyły jako pospolity budulec dla okolicznych domostw. Pozostałości zabezpieczyła w 1836 roku grupa brytyjskich archeologów. Pomimo niewielkiej (ok. 7 milionów) liczby buddystów w społeczności współczesnych Indii, Sarnath stanowi jedno z najważniejszych miejsc tej religii i jest tłumnie odwiedzane przez wiernych z całego świata. Na maj przypada w miejscowości hucznie obchodzone święto Buddha Purnima.

### Stupa Dhamekh

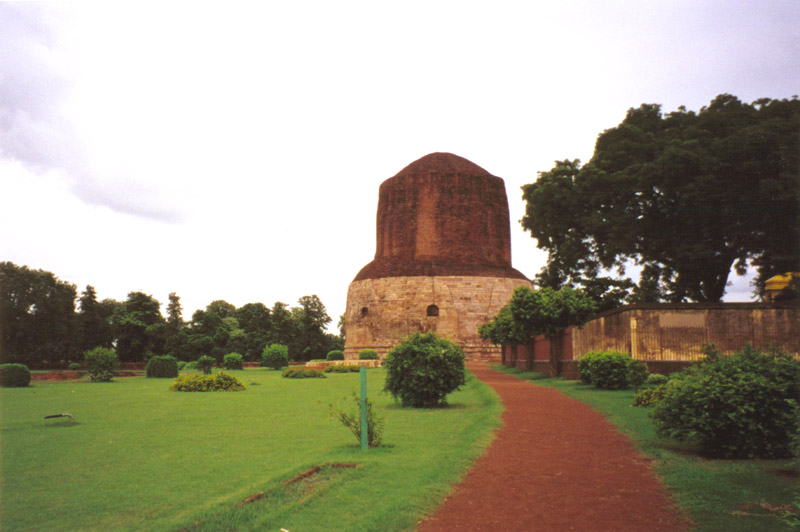
Stupa Dhamekh.

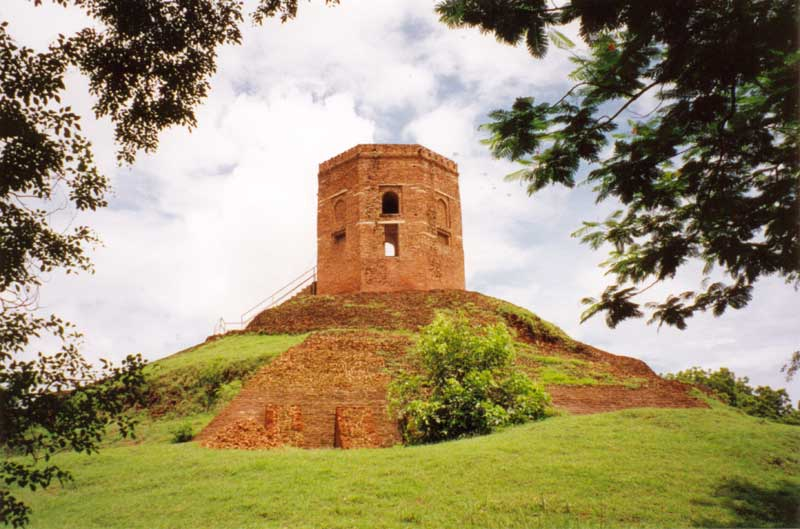
Stupa Chaukhandi.

Według astrologii buddyjskiej stupy mają pozytywny wpływ na pole mocy wszechświata. Wyróżnia się 8 typów tych budowli sakralnych; Dhamekh nazywany jest „Stupą Mądrości” bądź „Stupą Szesnastu Bram”. Potężną konstrukcję o współczesnej wysokości 34 i średnicy 28,3 metra postawił w 249 r. p.n.e. indyjski władca Aśoka; stupa stoi dokładnie w miejscu legendarnego kazania Buddy. Uważa się, że nawrócony na buddyzm Aśoka postawił za swojego życia około 80 000 tego typu budowli. Stupa była kilkakrotnie przebudowywana; ściany podstawy pokrywają delikatne wzory geometryczne i roślinne, wizerunki ptaków oraz ludzi, typowe dla stylu architektonicznego epoki Guptów. Budowlę okrążają rytualnie grupy buddyjskich pielgrzymów; niektórzy z nich recytują mantry przy pomocy młynków modlitewnych trzymanych w rękach.
Z pozostałych stup znajdujących się w Sarnath należy wymienić Stupę Chaukhandi z V w. n.e., oraz Dharmaradżika, jedną z niewielu wybudowanych przed panowaniem Aśoki. Pierwsza z nich upamiętnia miejsce, w którym Budda spotkał swoich uczniów i wyznawców. Z okazji wizyty Humajuna, muzułmańskiego władcy z dynastii Wielkich Mogołów, konstrukcję stupy przebudowano w XVI wieku na wieżę o podstawie ośmiokąta foremnego.

### Kompleks klasztorny i Kolumna Aśoki

Kapitel kolumny Aśoki w godle Indii.

W bezpośrednim sąsiedztwie Stupy Dhamekh znajdują się ruiny świątyni Mulagandhakuti vihara, miejsca pobytu Buddy po wygłoszeniu Dharmaczakraprawartany. Przed wejściem do budowli widać pozostałości Kolumny Aśoki, która mierzyła niegdyś 20 metrów. Jej sławny kapitel znajduje się obecnie w pobliskim Muzeum Archeologicznym. Rzeźba przypomina kształtem kwiat lotosu; składa się z czterech lwów symbolizujących Cztery Szlachetne Prawdy buddyzmu. Figury stoją tyłem do siebie na graficznym przedstawieniu Koła Dharmy. Poniżej zauważyć można postacie słonia (po stronie wschodniej), lwa (północnej), galopującego konia (południowej) i byka (zachodniej), które w mitologii hinduskiej oznaczają kolejno: sen, jaki przytrafił się matce Buddy, Mai, odwagę oraz moment, w którym Siddhartha Gautama opuszcza dom w poszukiwaniu nirwany. Figury porozdzielane są owalnymi kształtami Czakrów; jeden z nich znajduje się na obecnej fladze Indii.
W okolicach stupy znajduje się jeszcze kilka obiektów sakralnych o różnym znaczeniu (w tym świątynia dźinistów). Wnętrze jednego z nich – współczesnego klasztoru Mulagandhakuti vihara, powstałego na potrzeby Towarzystwa Mahabodhi zdobią bogate malowidła autorstwa Kosetsu Nosi. Przed budowlą zasadzono w 1931 roku święte drzewo Buddy, przeszczepione z pierwowzoru rosnącego w miejscowości Anuradhapura na Cejlonie. Drzewo to uważane jest za potomka figowca, pod którym Gautama dostąpił oświecenia, stając się Buddhą – przebudzonym.